# Croix de chemin à la Fourchette
La croix de chemin à la Fourchette est située à Plémet en France.

## Localisation
La croix est située sur la commune de Plémet, au lieu-dit La Fourchette, dans le département des Côtes-d'Armor en région Bretagne.

## Historique
La croix est inscrite au titre des monuments historiques par arrêté du 22 février 1927.